# Bâtiment du marchand Todor Cekić
Le bâtiment du marchand Todor Cekić (en serbe cyrillique : Зграда трговца Тодора Цекића у Нишу ; en serbe latin : Zgrada trgovca Todora Cekića u Nišu) se trouve à Niš, dans la municipalité de Medijana et dans le district de Nišava, en Serbie. Il est inscrit sur la liste des monuments culturels protégés de la république de Serbie (identifiant no SK 1919),,.

## Présentation
Le bâtiment, situé 7 rue Borivoja Gojkovića, a été construit en 1928-1929 pour servir de résidence familiale au marchand Todor Cekić, un riche chapelier de la ville,.
La maison est constituée d'un sous-sol, d'un rez-de-chaussée surélevé et d'un étage,. La symétrie de la composition académique de la façade principale, en accord avec le style éclectique de l'ensemble, est rompue au rez-de-chaussée par un escalier d'accès latéral, qui mène de la cour à une grande terrasse polygonale, couverte par une marquise en verre en forme d'éventail, qui repose sur de fines consoles en fer forgé de style Art nouveau,. De part et d'autre de l'entrée principale, au rez-de-chaussée, des fenêtres ouvrent sur des balcons,. Les balcons comme la terrasse sont dotés de balustrades,. L'attique de style baroque stylisé et les façades sont ornés de motifs en plâtre floraux et géométriques, tandis que l'encadrement des fenêtres et des portes ainsi que les ferronneries du portail de la cour ont été réalisés dans un style Art Nouveau,.